# Philippe Nkiere Keana
Philippe Nkiere Keana CICM (* 21. Februar 1938 in Bokoro; † 6. November 2024 in Kinshasa) war ein kongolesischer Ordensgeistlicher und römisch-katholischer Bischof von Inongo.

## Leben
Philippe Nkiere Keana trat der Kongregation vom Unbefleckten Herzen Mariens bei und empfing am 2. August 1965 die Priesterweihe.
Johannes Paul II. ernannte ihn am 15. April 1991 zum Koadjutorbischof von Bondo. Die Bischofsweihe spendete ihm der Papst persönlich am 6. Januar des nächsten Jahres; Mitkonsekratoren waren Giovanni Battista Re, Substitut des Staatssekretariates, und Josip Uhač, Sekretär der Kongregation für die Evangelisierung der Völker.
Mit dem Rücktritt Marcel Bam’ba Gongoas am 13. November 1992 folgte er ihm als Bischof von Bondo nach. Papst Benedikt XVI. ernannte ihn am 27. Juli 2005 zum Bischof von Inongo.
Papst Franziskus nahm am 31. März 2018 seinen altersbedingten Rücktritt an.